# William Anthony Granville
William Anthony Granville (16 de dezembro de 1863 — Chicago, 4 de fevereiro de 1943) foi um matemático estadunidense.

## Biografia
Granville iniciou sua carreira docente no Bethany College (West Virginia), onde lecionou matemática e foi tesoureiro do colégio. Em 1893 obteve o grau de bacharel em matemática na Universidade Yale. Durante cinquenta anos, a partir de 1895, foi professor de matemática na Universidade Yale, onde obteve um Ph.D em matemática em 1897 com a tese Referat on the Origin and Development of the Addition-Theorem in Elliptic Functions, orientado por James Pierpont. Publicou diversos livros texto de matemática ainda populares em universidades.
Em 1910 foi eleito por unanimidade presidente do Gettysburg College, que tornou-se uma instituição de prestígio durante sua administração.
Morreu vitimado por um infarto agudo do miocárdio.

## Obras
- W. A. Granville (1909).  Percey F. Smith, ed. Plane Trigonometry and Tables. [S.l.]: Ginn & Co
- W. A. Granville (1911) [1904].  Percey F. Smith, ed. Elements of the Differential and Integral Calculus. [S.l.]: Ginn & Co. 463 páginas
- W. A. Granville (1909). Plane and Spherical Trigonometry, and Four-place Tables of Logarithms. New York: Ginn & Co
- P. F. Smith, W. A. Granville (1910). Elementary Analysis. Boston, New York: Ginn & Co. 223 páginas
- W. A. Granville (1922). The Fourth Dimension and the Bible. Boston: R. G. Badger. 119 páginas